# Strada statale 122 ter Tangenziale Est di Canicattì
La strada statale 122 ter Tangenziale Est di Canicattì (SS 122 ter), già nuova strada ANAS 78 Tangenziale Est di Canicattì (NSA 78), è una strada statale italiana  che funge da variante all'attraversamento del centro abitato di Canicattì.

## Descrizione
La strada ha origine a nord di Canicattì, distaccandosi dalla strada statale 122 Agrigentina. Dal suo percorso si accede alla parte occidentale della città e alla strada statale 190 delle Solfare. Termina infine a sud di Canicattì, innestandosi sul percorso della strada statale 123 di Licata.
Provvisoriamente denominata nuova strada ANAS 78 Tangenziale Est di Canicattì (NSA 78) ha ricevuto l'attuale classificazione nel corso del 2012.

### Tabella percorso
| Tangenziale Est di Canicattì |               |     |           |
| Tipo                         | Indicazione   | km  | Provincia |
|                              | Agrigentina   | 0,0 | AG        |
|                              | delle Solfare | 1,9 | AG        |
|                              | Canicattì     | 2,2 | AG        |
|                              | di Licata     | 5,2 | AG        |